# Wanga
Wanga is een bestuurslaag in het regentschap Oost-Soemba van de provincie Oost-Nusa Tenggara, Indonesië. Wanga telt 1363 inwoners (volkstelling 2010).